# 托爾高聯盟
托爾高聯盟（德語：Torgauer Bund）是历史上由路德派諸侯組成的聯盟，其中包括黑森的菲利普和薩克森的約翰，成立於1526年2月27日，旨在反對沃爾姆斯法令中規定的條款。由於它沒有實質的軍事力量，因此無法取得宗教或政治影響力。1531年，施馬爾卡爾迪聯盟成立，這是一個類似的聯盟，包括一支由10,000名步兵和2,000名騎兵組成的軍隊。它维持了16年，並且更成功地達到了它的要求。托爾高聯盟在1526年施派爾帝國議會召開後不久成立。类似同盟有：
- 施馬爾卡爾迪聯盟
- 海尔布隆联盟
- 新教联盟